# 1981 في بيرو
فيما يلي قوائم الأحداث التي وقعت خلال عام 1981 في بيرو.

## رياضة
- 1 يناير – الدوري البيروفي لكرة القدم 1981 الفائز نادي ميلغار أريكيبا.
- 1 يناير – كوبا بيرو 1981 الفائز نادي جامعة كاخاماركا التقنية [الإنجليزية]‏.

## مواليد

### يناير
- 1 يناير – كلوديا هرنانديز
- 16 يناير – لويس الكسندر أراوغو لاعب كرة قدم بيروفي.

### فبراير
- 15 فبراير – لويس ألبرتو هرنانديز لاعب كرة قدم بيروفي.
- 25 فبراير – ريان سالازار

### مارس
- 2 مارس – كريستيان غارسيا لاعب كرة قدم بيروفي.

### أبريل
- 21 أبريل – سيسي وانغ
- 28 أبريل – لاري يانيز لاعب كرة قدم بيروفي.

### مايو
- 20 مايو – ماريو غوميز لاعب كرة قدم بيروفي.

### يونيو
- 16 يونيو – خوليو غارسيا لاعب كرة قدم بيروفي.

### أغسطس
- 14 أغسطس – آنا كارينا موسيقية بيروفية.
- 16 أغسطس – باميلا سيلفا كوندي صحفية أمريكية.
- 26 أغسطس – خيسوس ألفاريز لاعب كرة قدم بيروفي.

### ديسمبر
- 22 ديسمبر – جيراردو برافو لاعب كرة قدم بيروفي.

## وفيات

### يناير
- 1 يناير – رافاييل هويوس روبيو (مواليد 1924) عسكري بيروفي.

### فبراير
- 14 فبراير – إستيبان كانال (مواليد 1896)

### يونيو
- 16 يونيو – خوليو كوينتانا (مواليد 1904) لاعب كرة قدم بيروفي.